# Guy Andrieu
Pour les articles homonymes, voir Andrieu.
Pas d'image ? Cliquez ici

a Compétitions nationales et continentales officielles uniquement.

b Matchs officiels uniquement.
Guy Andrieu, né le 13 octobre 1941 à Fenouillet-du-Razès (France), est un joueur international français de rugby à XIII évoluant aux postes de centre, arrière et demi d'ouverture.

## Biographie
Guy Andrieu a remporté le Championnat de France en 1968 avec Limoux contre Carcassonne.

## Palmarès

### En tant que joueur
- Collectif :
  - Vainqueur du Championnat de France : 1968 (Limoux).

### En sélection
- International (7 sélections) 1967 à 1969, opposé à:
  - Grande-Bretagne : 1967, 1968, 1969,
  - Australie : 1967,
  - Angleterre : 1968,
  - Pays de Galles : 1969.